# Kirche Borgsdorf
Die Kirche der Kirchengemeinde Borgsdorf-Pinnow im Hohen Neuendorfer Ortsteil Borgsdorf, Bahnhofstr. 32, ist ein Kirchengebäude der Evangelischen Kirche Berlin-Brandenburg-schlesische Oberlausitz.
Das Kirchengebäude wurde 1953 eingeweiht und war einer der Kirchenneubauten in der DDR. Das Gebäude steht seit 2008 unter Denkmalschutz.

## Vorgeschichte
Die evangelische Kirchengemeinde Borgsdorf wurde am 1. Juni 1948 aus dem Sprengel Birkenwerder ausgegliedert und als eigenständige Gemeinde begründet. Erst im Oktober des Jahres 1950 wurde Hermann Himmel als Pfarrer berufen. Für ihn war der Bau einer Kirche von hoher Priorität, denn die Christen Borgsdorfs mussten für die Gottesdienste zunächst die Kirche in dem etwas entfernten Ortsteil Pinnow nutzen.

## Baugeschichte
Der aus Borgsdorf stammende Bauingenieur Martin Bittkau fertigte Anfang der 1950er Jahre die ersten Entwürfe für ein Kirchengebäude an. Der Berliner Architekt Otto Klees aus Rosenthal hat diese Pläne übernommen und überarbeitet.
Die Grundsteinlegung erfolgte am 14. September 1952 im Beisein des Generalsuperintendenten Friedrich-Wilhelm Krummacher. In der Kassette befinden sich eine kurze Chronik von Borgsdorf, pfarramtliche Notizen, Informationen über die Vorgeschichte des Kirchenbaus und aktuelle Tageszeitungen.
Die ortsansässige Firma Johannes Schulz führte die Bauarbeiten aus und am 30. August 1953 konnte die evangelische Kirchengemeinde Borgsdorf die Einweihung ihres neuen Kirchengebäudes durch Bischof Otto Dibelius feiern.

## Kirchengebäude
Das Kirchengebäude ist ein rechteckiger, in der Nord-Süd-Achse ausgerichteter Saalbau, mit einem Satteldach abgeschlossen. Das Dach des Kirchenschiffs war ursprünglich mit dunkelgrauen Ziegeln gedeckt. Im Jahr 2014 wurde es mit roten Ziegeln neu eingedeckt. Der Teil des Gebäudes, unter dem sich die Apsis befindet, hatte bereits eine rote Biberschwanz-Kronendeckung und wurde so belassen.
Aus baupolizeilichen Gründen ist der Innenraum ohne Stuckarbeiten ausgeführt und glatt verputzt. Er wird von einem freitragenden Gewölbe überspannt, es gibt keine Stützpfeiler. Da keine Zugbänder im Innenraum gewünscht waren, werden die entstehenden Kräfte auf nach von außen sichtbare Pfeiler geleitet. Weiterhin verfügt es über eine gasbefeuerte Fußbodenheizung und ist seit 2001 komplett wärmeisoliert.

## Innenausstattung

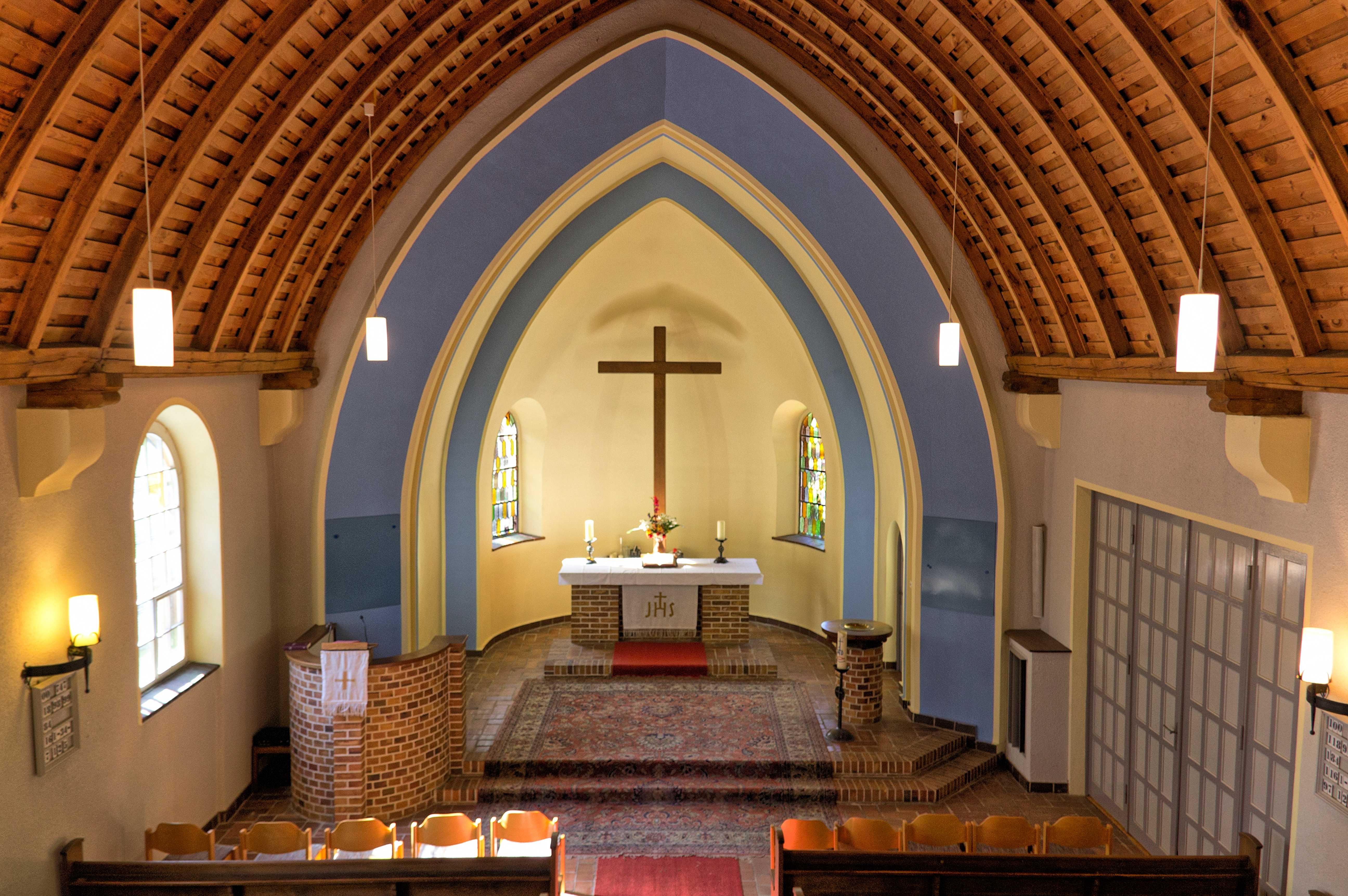
Chor und Apsis

### Chor und Apsis
Die Apsis ist halbrund und ist mit zwei buntbleiverglasten Fenstern versehen. In ihr stehen der rechteckige gemauerte Altar und ein großes Holzkreuz. Auf der rechten westlichen Seite befindet sich der Durchgang zur Sakristei.

### Empore

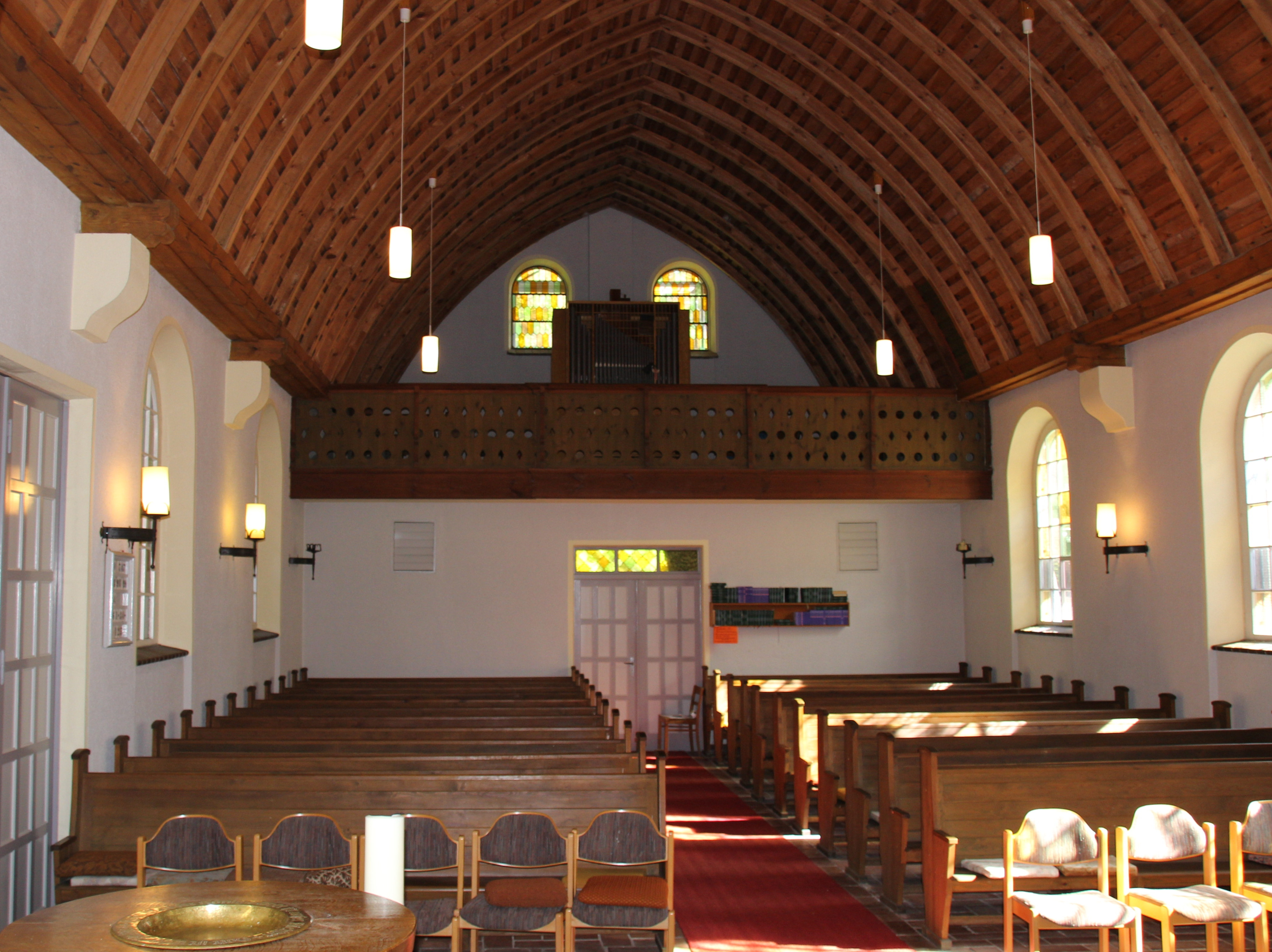
Orgelempore

Auf der Nordseite des Gebäudes gibt eine aus Holz gebaute Empore. Auf ihr befindet sich die Orgel und es gibt Platz für bis zu 20 Personen des Kirchenchors. Durch zwei buntverglaste Fenster fällt Licht hinein.

### Kanzel, Taufbecken
Die aus Ziegelsteinen gemauerte Kanzel befindet sich links vor der Apsis an der Ostseite des Gebäudes.
Das Taufbecken steht rechts vor der Apsis an der Westseite des Gebäudes. Der Taufschaft ist rund und aus Ziegelsteinen gemauert. Die Kuppa ist ebenfalls rund und aus Holz gefertigt.

## Orgel

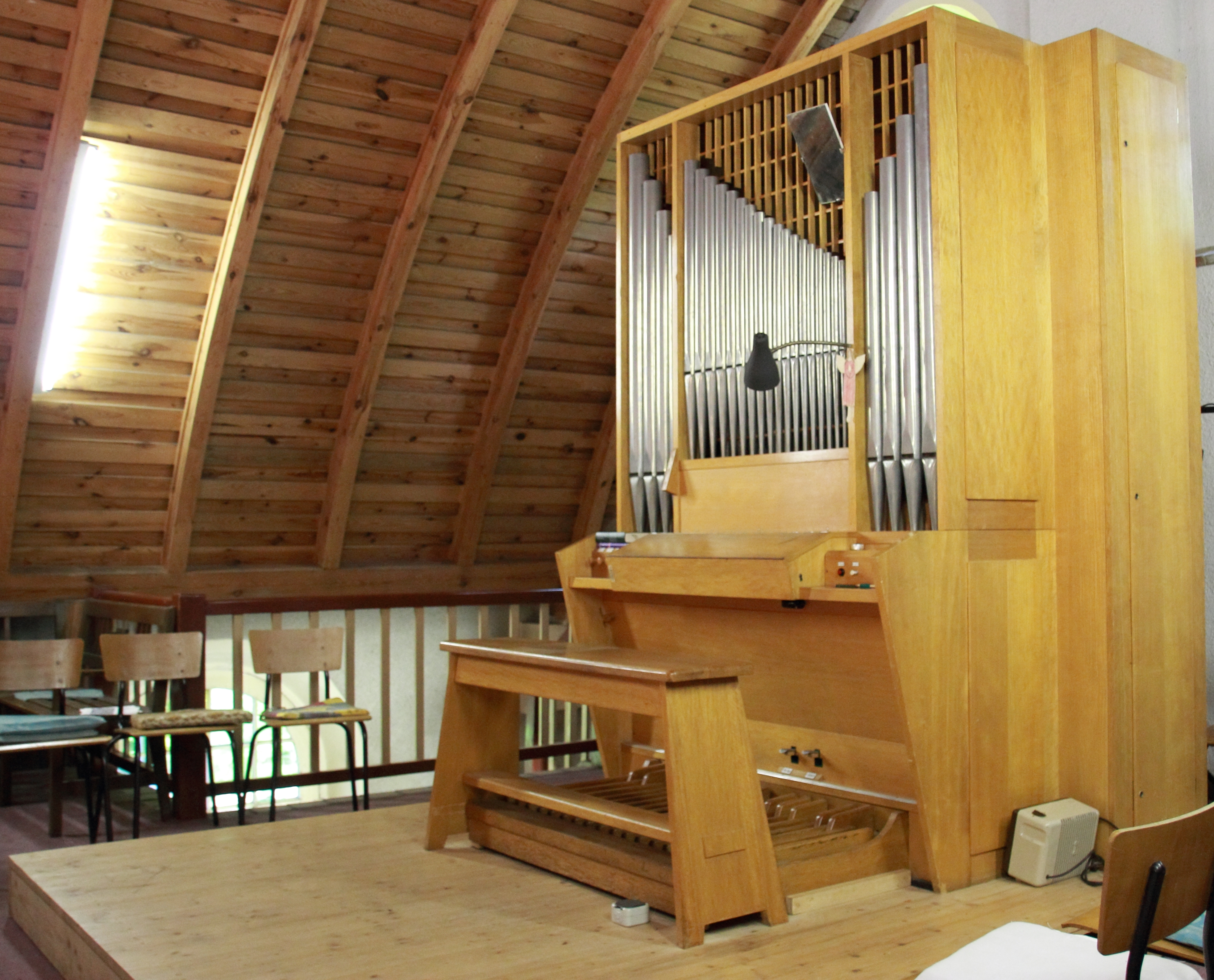
Schuke Orgel

Die Kirchgemeinde erwarb eine im Jahr 1995 in einer Kirche in Mülheim an der Ruhr demontierte Orgel, die am 19. November desselben Jahres in Borgsdorf geweiht wurde. Sie entstand im Jahr 1965 in der Orgelbauwerkstatt Alexander Schuke aus Potsdam. Das Instrument verfügt über fünf Register, verteilt auf ein Manual und Pedal.
Sie hat folgende Disposition:
| Manual |                |    |
| 1.     | Gedackt        | 8′ |
| 2.     | Prinzipal      | 4′ |
| 3.     | Rohrflöte      | 4′ |
| 4.     | Gemshorn       | 2′ |
| 5.     | Scharff III–IV |    |

| Pedal |         |     |
| 6.    | Subbass | 16′ |

## Glocken

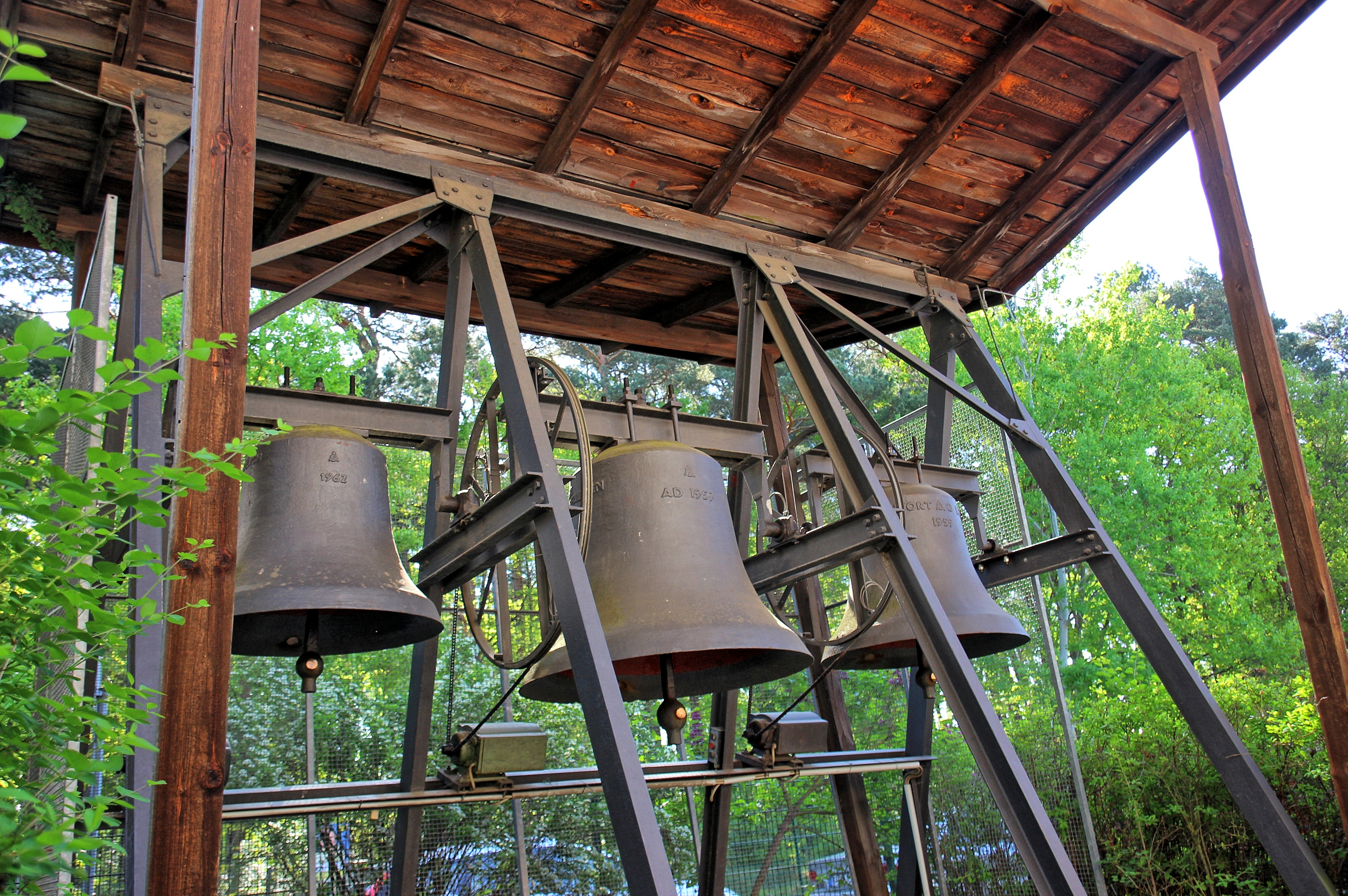
Der separate Glockenstuhl vor der Kirche

Das Kirchengebäude hat keinen Turm, sodass auf der südöstlichen Gebäudeseite ein separater Glockenstuhl aufgestellt wurde. Die drei Glocken erhielten am 7. Juli 1963 die Glockenweihe. Das Läuten der Glocken erfolgt mittels Läutwerk mit Radtrieb.
| Nr. | Bild       | Gussjahr | Gießer, Gussort                                | Masse (kg) | Nominal | Inschrift                                                                  |
| --- | ---------- | -------- | ---------------------------------------------- | ---------- | ------- | -------------------------------------------------------------------------- |
| 1   | cis-Glocke | 1962     | Glockengießerei Schilling & Lattermann, Apolda | 300        | des''   | „Danket dem Herren, denn er ist freundlich und seine Güte währet ewiglich“ |
| 2   | gis-Glocke | 1959     | Glockengießerei Schilling & Lattermann, Apolda | 760        | as'     | „Ehre sei Gott in der Höhe und den Menschen ein Wohlgefallen“              |
| 3   | h-Glocke   | 1959     | Glockengießerei Schilling & Lattermann, Apolda | 430        | b'      | „O Land, Land höre des Herren Wort“                                        |